# Võ Minh Quang
Võ Minh Quang (sinh năm 2006) là một học sinh piano người Việt Nam. Qua việc đoạt 40 giải thưởng lớn nhỏ trong nước và quốc tế ở tuổi 15, Võ Minh Quang được báo chí Việt Nam ca tụng là "cậu bé vàng piano".

## Những năm đầu
Võ Minh Quang sinh năm 2006 trong gia đình không có người theo truyền thống nghệ thuật. Ông, bà, bố, mẹ cậu đều là kỹ sư, giáo viên. Cậu có bộc lộ năng khiếu âm nhạc từ bé. Cậu cho biết mình có niềm đam mê với âm nhạc bắt nguồn từ việc được ông bà tặng cho cây đàn organ điện "phát ra nhiều bản nhạc vui nhộn".
Khi Quang 4 tuổi, mẹ cậu có ý định cho con đi học một số môn năng khiếu, trong đó có piano. Tuy nhiên, cậu đã bị các giáo viên từ chối vì quá bé, đặc biệt là đôi bàn tay. Lúc đó, cậu chỉ nặng 15 kg. Thời điểm 5 tuổi rưỡi, Quang được mẹ cho đi học đàn, cờ vua, võ wushu. Tuy chỉ được học đàn như một môn ngoại khóa nhưng năm 6 tuổi, Quang đã hoàn thành bậc 5 của Hội đồng liên kết các trường âm nhạc Hoàng gia tại Anh (ABRSM).

## Sự nghiệp
Năm 2015, Quang đã giành giải Nhất và giải Đặc biệt trong cuộc thi “Việt Nam piano Festival tháng 6/2015” và được tuyển thẳng vào Học viện Âm nhạc Quốc gia Việt Nam. Tuy vậy, cậu vẫn quyết định tham gia thi đầu vào của Học viện và đạt số điểm thủ khoa. Cậu được học piano dưới sự dẫn dắt của Tiến sĩ Đào Trọng Tuyên, Trưởng khoa Piano của Học viện Âm nhạc Quốc gia Việt Nam.
Võ Minh Quang cũng là học viên đầu tiên và là học viên nhỏ tuổi nhất của Việt Nam đạt hai bằng Diploma Licentiate of Trinity College London (Trinity, Vương quốc Anh vào tháng 7 năm 2019) và LMuSa - Licentiate of Australian Music Examinations Board (AMEB, Úc, tháng 8 năm 2019). Ngày 21 tháng 3 năm 2020, Võ Minh Quang là 1 trong 10 Gương mặt trẻ Việt Nam tiêu biểu năm 2020.
Ngoài việc nhận được nhiều thành tích trong âm nhạc, Minh Quang còn giành được nhiều giải thưởng khác như: Giải Nhì toán cấp quận năm 2019. Cậu còn nhận học bổng loại 1 tất cả các năm học ở cả 2 ngôi trường theo học, đồng thời có thể sử dụng thành thạo 4 ngoại ngữ là tiếng Anh, tiếng Đức, tiếng Pháp và tiếng Nhật. Võ Minh Quang còn thường xuyên tham gia các chương trình hòa nhạc gây quỹ thiện nguyện. Võ Minh Quang cũng là học sinh Piano duy nhất của hệ tài năng Piano, Học viện Âm nhạc Quốc gia Việt Nam được Bộ Văn hóa Thể thao Du Lịch Việt Nam cấp học bổng và tài trợ.

## Thành tích
Tại thời điểm 15 tuổi, Võ Minh Quang đoạt gần 40 giải thưởng, trong đó hơn 20 Giải đặc biệt và Giải nhất của nhiều cuộc thi piano trong nước và quốc tế. Ngoài những giải thưởng về mặt chuyên môn của mình, cậu còn nhận được bằng khen của thủ tướng chính phủ Việt Nam vào tháng 3 năm 2021, Gương mặt trẻ triển vọng trong lĩnh vực Văn hoá Nghệ thuật của Việt Nam năm 2018 và 2019, gương mặt nghệ sĩ trẻ năm 2019. Qua việc đoạt nhiều giải thưởng và thành tích, báo chí Việt Nam thường gọi cậu là "cậu bé vàng piano".
- Giải Nhất Piano Hội thi Tài năng trẻ học sinh, sinh viên năm 2020.[18]
- Giải nhất bảng A cuộc thi "The 1st China-Asean Teenages Piano Competition" tại Trung Quốc năm 2015.[2]
- Giải nhất và giải nhất Đặc biệt cuộc thi Atlanta Festival Academy Competition tháng 6 năm 2020 tại Mỹ.[3]
- 3 lần liên tiếp đạt Giải nhất bảng 17-19 tuổi, bảng 14-16 tuổi, bảng 11-13 tuổi Cuộc thi tài năng trẻ châu Á và châu Đại Dương năm 2018-2019-2020.[18]
- Giải Nhất bảng độc tấu Piano Cuộc thi Âm nhạc Mùa thu 2019.[3]
- Giải Nhất bảng Concerto và giải Nhì bảng solo piano lứa tuổi 19-29 cuộc thi Putra International Piano Competition tại Malaysia tháng 9 năm 2019, biểu diễn cùng dàn nhạc tại Malaysia.[3]
- 5 lần đạt Giải Nhất bảng 18-24 tuổi, bảng 13-17 tuổi, 10-13 tuổi cuộc thi Chopin cho nghệ sĩ trẻ và cuộc thi Mozart quốc tế tại Thái Lan.[3][19][20]